# Trace Elliot

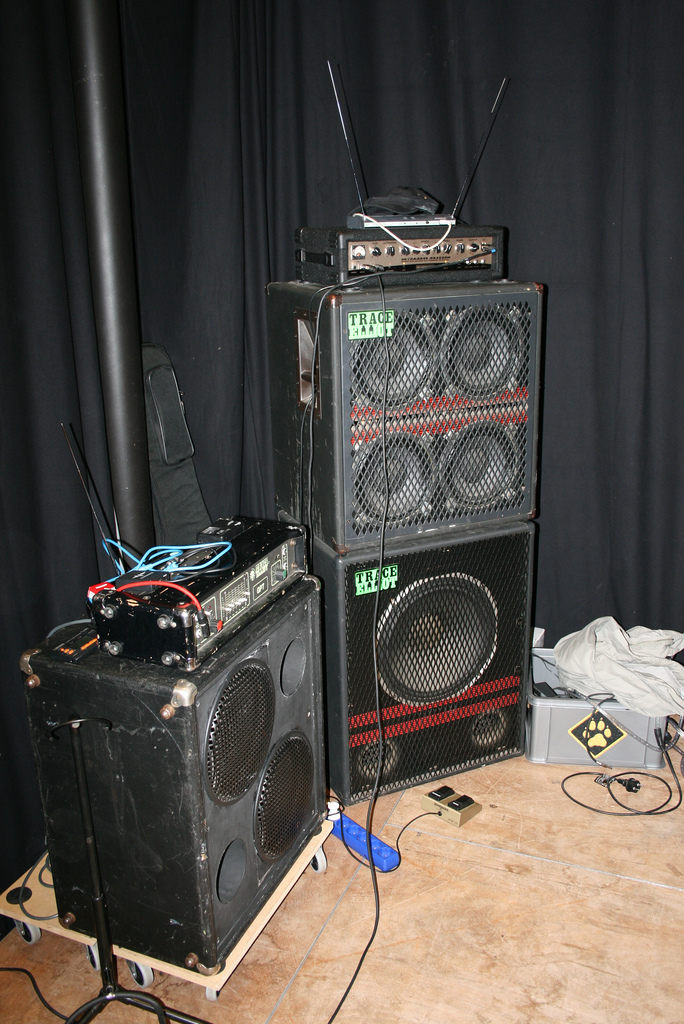
Trace Elliot Verstärker

Trace Elliot ist ein Hersteller von E-Bass-Verstärkern.
Erkennungszeichen ist und war das spezifische Trace-Elliot-Grün.
Die Front leuchtet bei den alten Verstärkern grün, wenn sie mit Schwarzlicht bestrahlt wird (hierzu wurden extra Röhren integriert, die die Beschriftung zum fluoreszieren bringen). Bei der nachfolgenden Serie ist es ein elektrischer Effekt, bei dem Elemente in die Farbe eingebracht wurden, die bei kleiner Spannung leuchteten. In der neuen Serie sind es grüne LEDs, die die Front zum Leuchten bringen.
Typisch für Trace Elliot ist der graphische Equalizer, schließlich war Trace Elliot eine der ersten Verstärkerfirmen, die diesen einführten. Ursprünglich konnten elf (Vorstufe GP-11) oder sieben (Vorstufe GP - 7) Frequenzbänder per Schieberegler bearbeitet werden, Ende der 1980er wurde auf zwölf Bänder aufgerüstet. Auch die Möglichkeit der Voreinstellung besonders populärer Grundsounds (Preshape) gehört zu den bekannten Merkmalen dieser Verstärker.
Einige der Verstärkerkomponenten wie graphischer Equalizer, Chorus und Kompressor wurden auch als separate Bodenpedale angeboten. Kurze Zeit bot Trace Elliot E-Bassgitarren unter eigenem Namen an. Diese wurden vom englischen Hersteller Status gefertigt und waren unter der Bezeichnung Status Trace Elliot T-Bass oder einfach T-Bass auf dem Markt.
Neben Bassverstärkern stellte Trace Elliot auch Verstärker für E- und Akustikgitarren her. Diese verkauften sich aber eher schlecht, da der Firma das Image eines Bassverstärkerherstellers zu sehr anhaftete.
Das Unternehmen kam Ende der 1990er in Schwierigkeiten und wurde an Gibson verkauft. Das Verstärkerprogramm wurde weitergeführt, bevor Anfang 2003 die Produktion komplett eingestellt wurde.
Nach 2003 wurden im Trace-Elliot-Werk Verstärker für Orange hergestellt. Die Rechte am Namen Trace Elliot kaufte daraufhin Peavey und stellte 2005 eine komplett überarbeitete Verstärkerserie vor. Diese neuen Verstärker werden wieder in England gebaut, haben nach wie vor grün leuchtende Regler, den typischen Zwölfbandequalizer und die Boxen werden weiterhin mit Celestion-Speakern ausgerüstet.
Mark Gooday, der über viele Jahre Ingenieur und Manager der Firma Trace Elliot war, gründete nach der Übernahme von Trace Elliot durch Kaman Music im Jahr 1997 Ashdown Engineering. Anfänglich allein, dann mit vielen Mitarbeitern von Trace Elliot strebte er mit Ashdown nach der Entwicklung eines komplexen Verstärkerangebots von Bassverstärkern über Akustikgitarrenverstärker bis hin zu E-Gitarrenamps.